# Gregorio Cortese
Gregorio Cortese OSB, właśc. Giovanni Andrea Cortese (ur. w 1483 w Modenie, zm. 21 września 1548 w Rzymie) – włoski kardynał.

## Życiorys
Urodził się w 1483 roku w Modenie, jako syn Alberta Cortese i Sigismondy Gherardino della Molza. Studiował nauki humanistyczne, łacinę, grekę i prawoznawstwo, a w 1500 roku uzyskał doktorat z prawa. W 1504 roku został kanonikiem kapituły katedralnej w Modenie, wikariuszem generalnym diecezji, a 26 lipca przyjął święcenia diakonatu. 16 sierpnia tego samego roku przyjął święcenia kapłańskie. Trzy lata później zrezygnował ze wszystkich funkcji i wstąpił do klasztoru benedyktynów. 21 maja 1508 roku złożył profesję wieczystą. Gdy jego mentor Giovanni de Medici się o tym dowiedział, usiłował go przekonać do zmiany decyzji, jednak mnich odmówił wskazując na wielkie niebezpieczeństwa dla jego duszy, gdy był jeszcze zaangażowany w sprawy świata oraz podkreślił wewnętrzny spokój i szczęście. Gdy Medici został wybrany na papieża, Cortese przesłał mu list gratulacyjny, w którym poprosił o rychłe przeprowadzenie reformy Kościoła. W latach 20. XVI wieku przez kilka lat nauczał na akademii we Francji, jednak z powodu choroby powrócił do Włoch w 1527 roku. Dziewięć lat później Paweł III mianował go członkiem dziewięcioosobowej grupy, mającej przygotować projekt reform kościelnych dotyczących nadużyć kleru. W 1538 roku został wysłany do Niemiec, gdzie towarzyszył nuncjuszowi Tommaso Campeggio i uczestniczył w spotkaniu katolików z protestantami w Wormacji w 1540 roku. 2 czerwca 1542 roku został kreowany kardynałem prezbiterem i otrzymał kościół tytularny San Ciriaco alle Terme Diocleziane. 6 listopada został mianowany administratorem apostolskim Urbino. Rok później papież powołał go w skład komisji przygotowującej sobór trydencki. Zmarł 21 września 1548 roku w Rzymie.